# Real Betis Balompié 2022-2023
Questa voce raccoglie le informazioni riguardanti il Real Betis Balompié nelle competizioni ufficiali della stagione 2022-2023.

## Maglie e sponsor
| Casa | Trasferta |

## Rosa
Rosa e numerazione aggiornate al 27 aprile 2023. 
| N. |                           | Ruolo | Calciatore       |
| -- | ------------------------- | ----- | ---------------- |
| 1  | Cile (bandiera)           | P     | Claudio Bravo    |
| 2  | Spagna (bandiera)         | D     | Martín Montoya   |
| 3  | Spagna (bandiera)         | C     | Edgar González   |
| 4  | Costa d'Avorio (bandiera) | C     | Paul Akouokou    |
| 5  | Argentina (bandiera)      | C     | Guido Rodríguez  |
| 6  | Spagna (bandiera)         | D     | Víctor Ruiz      |
| 7  | Spagna (bandiera)         | A     | Juanmi           |
| 8  | Francia (bandiera)        | C     | Nabil Fekir      |
| 9  | Spagna (bandiera)         | A     | Borja Iglesias   |
| 10 | Spagna (bandiera)         | C     | Sergio Canales   |
| 11 | Brasile (bandiera)        | A     | Luiz Henrique    |
| 12 | Brasile (bandiera)        | A     | Willian José     |
| 13 | Portogallo (bandiera)     | P     | Rui Silva        |
| 14 | Portogallo (bandiera)     | C     | William Carvalho |
| 15 | Spagna (bandiera)         | D     | Álex Moreno      |

| N. |                      | Ruolo | Calciatore         |
| -- | -------------------- | ----- | ------------------ |
| 16 | Argentina (bandiera) | D     | Germán Pezzella    |
| 17 | Spagna (bandiera)    | A     | Joaquín (capitano) |
| 18 | Messico (bandiera)   | C     | Andrés Guardado    |
| 19 | Italia (bandiera)    | D     | Luiz Felipe        |
| 20 | Brasile (bandiera)   | D     | Abner              |
| 21 | Spagna (bandiera)    | C     | Loren Morón        |
| 21 | Spagna (bandiera)    | C     | Ayoze Pérez        |
| 22 | Spagna (bandiera)    | C     | Víctor Camarasa    |
| 23 | Senegal (bandiera)   | D     | Youssouf Sabaly    |
| 24 | Spagna (bandiera)    | A     | Aitor Ruibal       |
| 25 | Spagna (bandiera)    | P     | Dani Martín        |
| 27 | Spagna (bandiera)    | A     | Rober              |
| 28 | Spagna (bandiera)    | C     | Rodri              |
| 32 | Spagna (bandiera)    | D     | Fran Delgado       |
| 33 | Spagna (bandiera)    | D     | Juan Miranda       |

## Calciomercato

### Sessione estiva
| Acquisti | Acquisti      | Acquisti      | Acquisti                  |
| R.       | Nome          | da            | Modalità                  |
| -------- | ------------- | ------------- | ------------------------- |
| A        | Willian José  | Real Sociedad | definitivo (10 milioni €) |
| A        | Luiz Henrique | Fluminense    | definitivo (8 milioni €)  |
| D        | Luiz Felipe   | Lazio         | gratuito                  |
| A        | Loren Morón   | Espanyol      | fine prestito             |
| P        | Dani Martín   | Malaga        | fineprestito              |

| Cessioni | Cessioni           | Cessioni    | Cessioni                    |
| R.       | Nome               | a           | Modalità                    |
| -------- | ------------------ | ----------- | --------------------------- |
| D        | Marc Bartra        | Trabzonspor | definitivo (1,25 milioni €) |
| P        | Joel Robles        | Leeds Utd   | gratuito                    |
| A        | Boulaye Dia        | Salernitana | prestito (1 milione €)      |
| A        | Diego Lainez Leyva | Braga       | prestito                    |
| A        | Cristian Tello     |             | svincolato                  |
| D        | Héctor Bellerín    | Arsenal     | fine prestito               |

#### Sessione invernale
| Acquisti | Acquisti    | Acquisti         | Acquisti                 |
| R.       | Nome        | da               | Modalità                 |
| -------- | ----------- | ---------------- | ------------------------ |
| D        | Abner       | Athl. Paranaense | definitivo (7 milioni €) |
| A        | Ayoze Pérez | Leicester City   | prestito                 |

| Cessioni | Cessioni        | Cessioni    | Cessioni                    |
| R.       | Nome            | a           | Modalità                    |
| -------- | --------------- | ----------- | --------------------------- |
| D        | Álex Moreno     | Aston Villa | definitivo (13,5 milioni €) |
| C        | Víctor Camarasa | Real Oviedo | gratuito                    |
| A        | Loren Morón     | Las Palmas  | prestito                    |

## Risultati

### Primera División

#### Girone di andata
| Arbitro: | Fernández |

|                              |           |  |
| Iglesias 28’ Juanmi 39’, 60’ | Marcatori |  |

| Arbitro: | González Fuertes |

|            |           |                                |
| Muriqi 56’ | Marcatori | 9’ (rig.), 73’ (rig.) Iglesias |

| Arbitro: | Munuera |

|              |           |  |
| Iglesias 34’ | Marcatori |  |

| Arbitro: | Sánchez Martínez |

|                         |           |             |
| Vinicius 9’ Rodrygo 65’ | Marcatori | 17’ Canales |

| Arbitro: | Bengoetxea |

|           |           |  |
| Rodri 61’ | Marcatori |  |

| Arbitro: | Ortiz Arias |

|                   |           |          |
| Iglesias 15’, 71’ | Marcatori | 7’ Arnau |

| Arbitro: | César Soto Grado |

|          |           |  |
| Veiga 9’ | Marcatori |  |

| Valladolid 9 ottobre 2022, ore 14:00 CEST 8ª giornata | Real Valladolid  | 0 – 0 referto | Betis | Stadio municipale José Zorrilla (22 561 spett.)\| Arbitro: \| del Cerro Grande \| |
| Arbitro:                                              | del Cerro Grande |               |       |                                                                                   |

| Arbitro: | Muñiz Ruiz |

|                                |           |           |
| Carvalho 23’, 71’ Iglesias 66’ | Marcatori | 52’ Touré |

| Cadice 19 ottobre 2022, ore 19:00 CEST 10ª giornata | Cadice      | 0 – 0 referto | Betis | Nuevo Mirandilla (18 505 spett.)\| Arbitro: \| Mateu Lahoz \| |
| Arbitro:                                            | Mateu Lahoz |               |       |                                                               |

| Arbitro: | Gil Manzano |

|           |           |                    |
| Fekir 84’ | Marcatori | 54’, 71’ Griezmann |

| Arbitro: | Villanueva |

|  |           |                         |
|  | Marcatori | 86’ Cruz 90+3’ Iglesias |

| Arbitro: | Sánchez Martínez |

|                     |           |            |
| J. Navas 43’ (aut.) | Marcatori | 81’ Gudelj |

| Arbitro: | Ortiz Arias |

|                                                 |           |                   |
| Almeida 63’ Guillamón 81’ (rig.) Kluivert 90+3’ | Marcatori | 90+3’ Lewandowski |

| Siviglia 29 dicembre 2022, ore 19:30 CET 15ª giornata | Betis     | 0 – 0 referto | Athletic Bilbao | Stadio Benito Villamarín (55.565 spett.)\| Arbitro: \| Hernández \| |
| Arbitro:                                              | Hernández |               |                 |                                                                     |

| Arbitro: | de Mera Escuderos |

|             |           |                                    |
| Camello 20’ | Marcatori | 7’ (aut.) Balliu 40’ Luiz Henrique |

| Arbitro: | De Burgos Bengoetxea |

|                   |           |                              |
| Koundé 85’ (aut.) | Marcatori | 65’ Raphinha 80’ Lewandowski |

| Arbitro: | González Fuertes |

|                 |           |  |
| Braithwaite 43’ | Marcatori |  |

| Arbitro: | Cuadra Fernández |

|  |           |                     |
|  | Marcatori | 86’ (rig.) Iglesias |

#### Girone di ritorno
| Arbitro: | Carlos del Cerro Grande |

|                                        |           |                                           |
| Juanmi 9’ Canales 23’ Fekir 84’ (rig.) | Marcatori | 9’ Strand Larsen 42’, 56’ Veiga 84’ Aidoo |

| Arbitro: | Alberola Rojas |

|                      |           |                                   |
| Suárez 27’ Costa 62’ | Marcatori | 6’ Rodri 42’ Canales 70’ Guardado |

| Arbitro: | Mateu Lahoz |

|                                |           |           |
| Juanmi 2’ Canales 45+4’ (rig.) | Marcatori | 30’ Larin |

| Arbitro: | Villanueva |

|                  |           |                                                           |
| Fidel 7’ Boyé 9’ | Marcatori | 65’ (rig.) Iglesias 68’ Miranda 90+5’ (rig.) Willian José |

| Siviglia 5 marzo 2023, ore 21:00 CEST 24ª giornata | Betis      | 0 – 0 referto | Real Madrid | Estadio Benito Villamarín (52 212 spett.)\| Arbitro: \| Soto Grado \| |
| Arbitro:                                           | Soto Grado |               |             |                                                                       |

| Arbitro: | Miguel Ángel Ortiz Arias |

|                 |           |              |
| Yeremi Pino 55’ | Marcatori | 38’ Iglesias |

| Arbitro: | Pizarro Gomez |

|              |           |  |
| Iglesias 48’ | Marcatori |  |

| Arbitro: | Martínez Munuera |

|            |           |  |
| Correa 86’ | Marcatori |  |

| Arbitro: | Cuadra Fernández |

|  |           |                              |
|  | Marcatori | 53’ (rig.) Alcaraz 59’ Ramos |

| Arbitro: | Hernández Hernández |

|                                    |           |            |
| Pérez 27’ Miranda 34’ Carvalho 69’ | Marcatori | 48’ Montes |

| Arbitro: | Alberola Rojas |

|                               |           |                              |
| Budimir 6’, 11’ Moncayola 41’ | Marcatori | 16’ Miranda 70’ G. Rodríguez |

| Siviglia 25 aprile 2023, ore 22:00 CEST 31ª giornata | Betis            | 0 – 0 referto | Real Sociedad | Estadio Benito Villamarín (42 294 spett.)\| Arbitro: \| Martínez Munuera \| |
| Arbitro:                                             | Martínez Munuera |               |               |                                                                             |

| Arbitro: | del Cerro Grande |

|                                                                      |           |  |
| Christensen 14’ Lewandowski 36’ Raphinha 39’ G. Rodríguez 82’ (aut.) | Marcatori |  |

| Arbitro: | Ortiz Arias |

|  |           |                 |
|  | Marcatori | 6’ Willian José |

| Arbitro: | Pulido Santana |

|                                    |           |              |
| Sabaly 5’ Pérez 44’ Iglesias 90+6’ | Marcatori | 52’ Comesaña |

| Siviglia 21 maggio 2023, ore 21:00 CEST 35ª giornata | Siviglia    | 0 – 0 referto | Betis | Stadio Ramón Sánchez-Pizjuán (41 392 spett.)\| Arbitro: \| Gil Manzano \| |
| Arbitro:                                             | Gil Manzano |               |       |                                                                           |

| Arbitro: | De Burgos Bengoetxea |

|  |           |              |
|  | Marcatori | 68’ Alderete |

| Arbitro: | de Mera Escuderos |

|               |           |                   |
| Gutiérrez 36’ | Marcatori | 47’, 77’ Iglesias |

| Arbitro: | Alberola Rojas |

|          |           |           |
| Pérez 1’ | Marcatori | 71’ López |

### Coppa del Re
| Arbitro: | Iglesias Villanueva |

|            |           |                                                            |
| Bernal 26’ | Marcatori | 54’ Willian José 58’ González 81’ (aut.) Murua 90+3’ Fekir |

| Arbitro: | Alberola Rojas |

|                                     |                      |                                  |
| Carvalho 62’ Sabaly 103’            | Marcatori            | 90+1’ D. García 106’ Raúl García |
| Iglesias Loren Canales G. Rodríguez | Tiri di rigore 2 – 4 | Ávila Budimir Moncayola Barja    |

### Supercoppa di Spagna
| Arbitro: | del Cerro Grande |

|                                    |                      |                               |
| Fekir 77’ Loren 101’               | Marcatori            | 40’ Lewandowski 93’ Fati      |
| Willian José Loren Juanmi Carvalho | Tiri di rigore 2 – 4 | Lewandowski Kessié Fati Pedri |

### UEFA Europa League

#### Fase a gironi
| Arbitro: | Reinshreiber |

|  |           |                                |
|  | Marcatori | 45+3’ (rig.), 64’ Willian José |

| Arbitro: | Treimanis |

|                                           |           |                         |
| Luiz Henrique 25’ Joaquín 39’ Canales 59’ | Marcatori | 45+1’ Despodov 74’ Rick |

| Arbitro: | Jug |

|                   |           |                                    |
| Dybala 34’ (rig.) | Marcatori | 40’ G. Rodríguez 88’ Luiz Henrique |

| Arbitro: | Sidīropoulos |

|             |           |             |
| Canales 34’ | Marcatori | 53’ Belotti |

| Arbitro: | Lechner |

|  |           |           |
|  | Marcatori | 56’ Fekir |

| Arbitro: | Collum |

|                             |           |  |
| Ruibal 20’, 40’ Fekir 90+3’ | Marcatori |  |

#### Fase a eliminazione diretta
| Arbitro: | Siebert |

|                                                   |           |           |
| Rashford 6’ Antony 52’ Fernandes 58’ Weghorst 82’ | Marcatori | 32’ Pérez |

| Arbitro: | Jovanović |

|  |           |              |
|  | Marcatori | 55’ Rashford |

## Statistiche

### Statistiche di squadra
| Competizione        | Punti | In casa | In casa | In casa | In casa | In casa | In casa | In trasferta | In trasferta | In trasferta | In trasferta | In trasferta | In trasferta | Totale | Totale | Totale | Totale | Totale | Totale | DR  |
| Competizione        | Punti | G       | V       | N       | P       | Gf      | Gs      | G            | V            | N            | P            | Gf           | Gs           | G      | V      | N      | P      | Gf     | Gs     | DR  |
| ------------------- | ----- | ------- | ------- | ------- | ------- | ------- | ------- | ------------ | ------------ | ------------ | ------------ | ------------ | ------------ | ------ | ------ | ------ | ------ | ------ | ------ | --- |
| Liga                | 60    | 19      | 9       | 5       | 5       | 26      | 18      | 19           | 8            | 4            | 7            | 20           | 23           | 38     | 17     | 9      | 12     | 46     | 41     | +5  |
| Coppa del Re        | -     | 1       | 0       | 1       | 0       | 2       | 2       | 1            | 1            | 0            | 0            | 4            | 1            | 2      | 1      | 1      | 0      | 6      | 1      | +5  |
| Supercopa de España | -     | 0       | 0       | 0       | 0       | 0       | 0       | 1            | 0            | 1            | 0            | 2            | 2            | 1      | 0      | 1      | 0      | 2      | 2      | 0   |
| Europa League       | 16    | 4       | 2       | 1       | 1       | 7       | 4       | 4            | 3            | 0            | 1            | 6            | 5            | 8      | 5      | 1      | 2      | 13     | 9      | +4  |
| Totale              | -     | 24      | 11      | 7       | 6       | 35      | 24      | 25           | 12           | 5            | 8            | 32           | 31           | 49     | 23     | 12     | 14     | 67     | 53     | +14 |